# José Jiménez
José Jiménez Meléndez (ur. 8 stycznia 1976) – meksykański zapaśnik w stylu wolnym. Zajął 11 miejsce na mistrzostwach panamerykańskich 1998 i 2000. Srebrny medalista igrzysk Ameryki Środkowej i Karaibów w 2002 roku.